# Bibcode
Bibcode (znan tudi kot »refcode«) je zgoščen identifikator, ki ga uporablja več astronomskih podatkovnih sistemov za poenotene referenčne vire. Bibliographic Reference Code (REFCODE) so izvirno razvili za rabo v SIMBAD in NASA/IPAC Extragalactic Database (NED), postal pa je de facto standard in se sedaj uporablja širše. Na primer v Nasinem Astrophysics Data System, kjer so skovali in raje uporabljajo izraz »bibcode«. Njegova koda ima fiksno dolžino 19 znakov v obliki:
kjer je YYYY štirištevilčno leto sklica in JJJJJ koda, ki označuje kje je bil sklic objavljen. V primeru sklica na revijo je VVVV število letnika, M označuje razdelek revije kjer je bil sklic objavljen (na primer L za črkovne razdelke), PPPP podaja začetno številko strani, A pa je prva črka zadnjega imena prvega avtorja. Pike (.) se rabijo za zapolnitev nerabljenih polj in za zmanjšanje polj na njihovo fiksno dolžino, če so predolgi. Zmanjšanje gre z desne za kodo publikacije in z leve za število letnika in številko strani. Številke strani večje od 9999 se nadaljujejo v stolpcu M. 6-števčna identifikacijska števila članka (namesto številk strani) uporabljajo publikacije Physical Review od poznih 1990-ih in se obravnavajo na naslednji način: prvi dve števki indentifikacije članka, ki odgovarjata zaporedni številki izdaje, se pretvorita v malo črko (01 = a itd.) in se vstavita v stolpec M. Preostale štiri števke se rabijo za polje strani. Nekateri zgedi kode so:
| bibcode             |  | sklic |
| 1974AJ.....79..819H |  | Heintz, W. D. (1974). »Astrometric study of four visual binaries«. The Astronomical Journal. Zv. 79. str. 819–825. Bibcode:1974AJ.....79..819H. doi:10.1086/111614.                                                                               |
| 1924MNRAS..84..308E |  | Eddington, A. S. (1924). »On the relation between the masses and luminosities of the stars«. Monthly Notices of the Royal Astronomical Society. Zv. 84. str. 308–332. Bibcode:1924MNRAS..84..308E.                                                |
| 1970ApJ...161L..77K |  | Kemp, J. C.; Swedlund, J. B.; Landstreet, J. D.; Angel, J. R. P. (1970). »Discovery of circularly polarized light from a white dwarf«. The Astrophysical Journal Letters. Zv. 161. str. L77–L79. Bibcode:1970ApJ...161L..77K. doi:10.1086/180574. |
| 2004PhRvL..93o0801M |  | Mukherjee, M.; Kellerbauer, A.; Beck, D.; in sod. (2004). »The Mass of 22Mg«. Physical Review Letters. Zv. 93, št. 15. str. 150801. Bibcode:2004PhRvL..93o0801M. doi:10.1103/PhysRevLett.93.150801.                                               |